# Odrhovačky a baladajky
Odrhovačky a baladajky (1990) je čtvrté album skupiny Znouzectnost. Obsahuje 24 autorských kapelových písniček. Album vyšlo na MC, v roce 1997 kapela vydala reedici i na CD.

## Seznam písniček
1. Já ti nerozumím – 3:56
2. 0 IQ John – 2:36
3. Město Londýn – 2:20
4. Vilík – 2:31
5. Bajka – 2:26
6. Pavouk – 2:51
7. Figurka – 3:07
8. Nový časy – 2:05
9. Když... – 1:58
10. Koniáš – 5:44
11. Naruby – 2:55
12. Smutnej klaun – 2:36
13. Návraty – 2:18
14. Šplouch – 1:43
15. Vrať se zpátky – 2:36
16. Rotace – 1:46
17. 30 stříbrných – 2:09
18. Stardust – 2:58
19. Krátká a veselá o umírání – 2:35
20. Rostou ceny – 1:38
21. Zdi a mosty – 3:54
22. Buňky – 3:16
23. Převrat v banánové republice – 3:31 (bonus)
24. Krysař – 3:00 (bonus)

## Nahráli
- Déma – kytara, zpěv
- Golda – baskytara, zpěv
- Caine – bicí, brumle, zpěv
- Ema – saxofon, zpěv